# Darüşşafaka S.K.
El Darüşşafaka Spor Kulübü és un club esportiu turc de la ciutat d'Istanbul fundat el 1914. En la temporada 2019-2020 participa en la Lliga turca de bàsquet i en l'Eurocup.
El 13 d'abril de 2018 es va proclamar campió de l'Eurocup en guanyar el Lokomotiv Kuban en el segon partit de la final.
Disputa els seus partits com a local al pavelló Volkswagen Arena, que té una capacitat per 5.000 espectadors.

## Palmarès
- EuroCup Basketball
  - Campions (1): 2017-18
- Copa turca
  - Finalistes (3): 2002, 2016, 2020